# Unterzeichnungsmittel

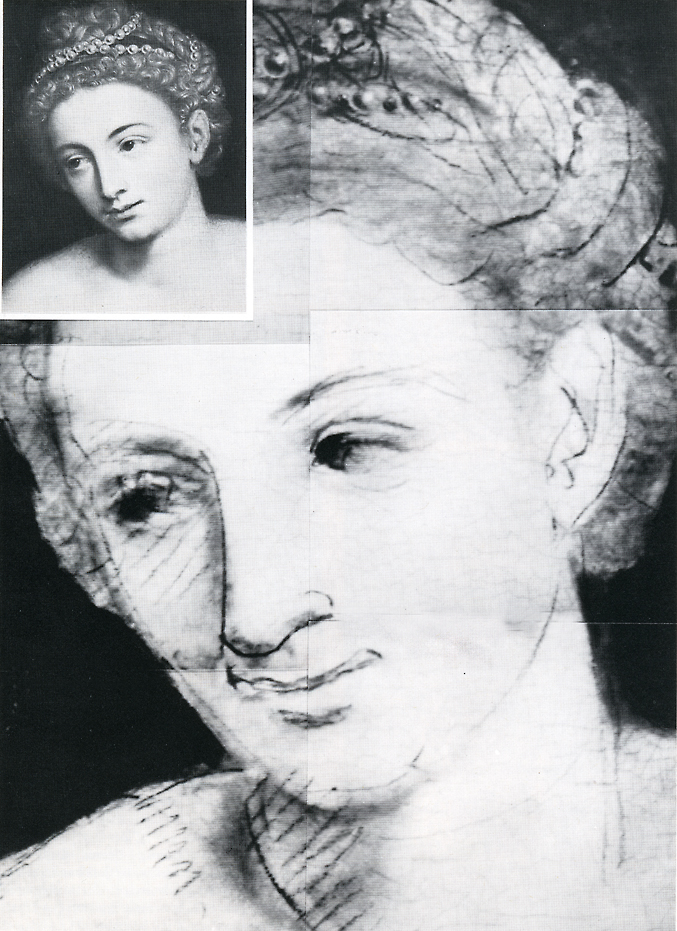
Die Unterzeichnung wurde vermutlich mit einem weich und breit zeichnenden Stift (schwarze Kreide) angelegt (Infrarotreflektogramm).

Unterzeichnungsmittel oder Unterzeichnungsinstrumente dienen zur Herstellung einer Unterzeichnung (Vorzeichnung) auf einem Bildträger.
Über die von den Künstlern für ihren Bildentwurf verwendeten Unterzeichnungsmittel werden in den Quellenschriften nur sehr wenige Angaben gemacht. Cennino Cennini (um 1400) erwähnt für die frühe italienische Malerei die Kohle und den Pinsel mit schwarzer Tinte, Giorgio Vasari (1568) erwähnt weißen Schneidergips und Weidenkohle als Unterzeichnungsmittel und Karel van Mander (1604) für die niederländische Malerei Kreiden und Bleistift, die mit Wasserfarben nachgezogen wurden. Trotzdem muss angenommen werden und wird auch heute teilweise durch die Infrarountersuchung bestätigt, dass für Unterzeichnungen auch andere vom Künstler üblicherweise zum Zeichnen und Malen benutzte Mittel für die Unterzeichnung verwendet wurden. So kommen neben der Kohle, Fettkohle, der schwarzen Kreide, der roten Kreide (Rötelstift), dem Silberstift, dem Bleigriffel und dem Graphitstift (heute Bleistift) auch die Kielfeder und die Rohrfeder als Unterzeichnungsmittel in Frage.

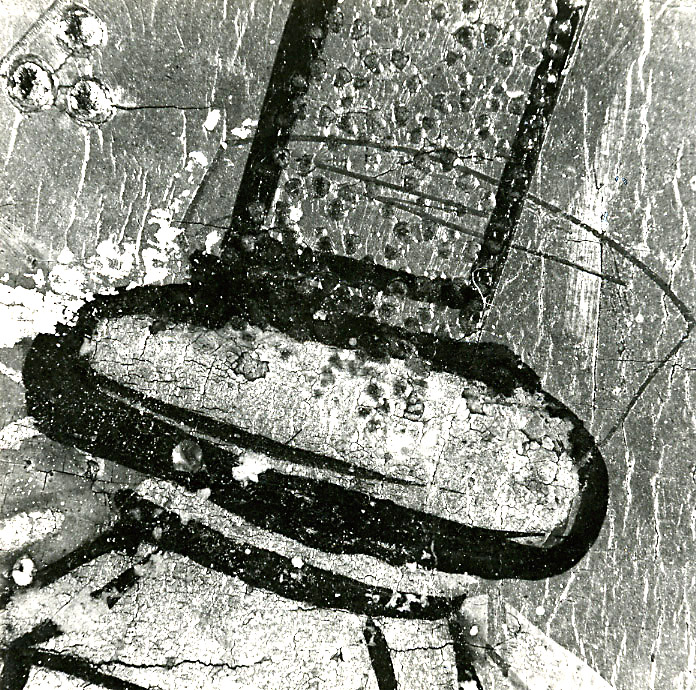
Auf diesem Goldgrundbild wurde eine Nadel als Unterzeichnungsmittel verwendet.

Ebenfalls zu den Unterzeichnungsmitteln gehört die Nadel, mit der die Künstler in der frühen europäischen Tafelmalerei die Unterzeichnung auf ihren Goldgrundbildern vornahmen.

## Nachweis
Dass eines der genannten Unterzeichnungsmittel verwendet wurde, lässt sich z. B. an Selbstporträts feststellen, bei denen der Künstler vor der Staffelei sitzt und sich mit einem Unterzeichnungsmittel in der Hand dargestellt, an Bildern, die nicht fertiggestellt wurden oder mit Hilfe der Infrarotuntersuchung, wenn die darüberliegende Farbschicht von den infraroten Strahlen durchdrungen werden können.
Die Erscheinungsbilder der verschiedenen Unterzeichnungsmittel können sich im Infrarot so ähneln, dass sie – in aller Vorsicht – bestenfalls in die Gruppen breit und weichzeichnende Unterzeichnungsmittel (Kohle, Fettkohle, schwarze Kreide, Graphitstift), fein zeichnende Unterzeichnungsmittel (Silberstift, Bleigriffel) und Federn einzuteilen sind.
Eine Ausnahme bilden die weiße Kreide und Unterzeichnungen mit roter bis brauner Farbe. Diese werden von den Infrarotstrahlen durchdrungen und sind damit nicht nachweisbar.